# Paicol
Paicol – miasto w Kolumbii, w departamencie Huila.